# Torre de Centum Cellas
La torre de Centum Cellas, Centum Cellæ o Centum Cœli (antiguamente torre de San Cornelio, en portugués, torre de São Cornélio) es una estructura situada en el monte de Santo Antão, en la freguesia de Colmeal da Torre, en Portugal. Se trata de una construcción levantada originalmente en el siglo I, cuya curiosa forma ha suscitado diversas leyendas a lo largo del tiempo. Una de ellas cuenta que en ella estuvo preso San Cornelio, razón por la que la torre llevaba su nombre.
Se cree que el lugar pudo haber sido un campamento romano (praetorium), aunque las excavaciones arqueológicas realizadas en las décadas de 1960 y 1990 indican que es más probable que hubiera allí una villa, a la que hubiera pertenecido la torre. Es monumento nacional por el Decreto n.º 14 425 desde el 15 de octubre de 1927.

## Arquitectura

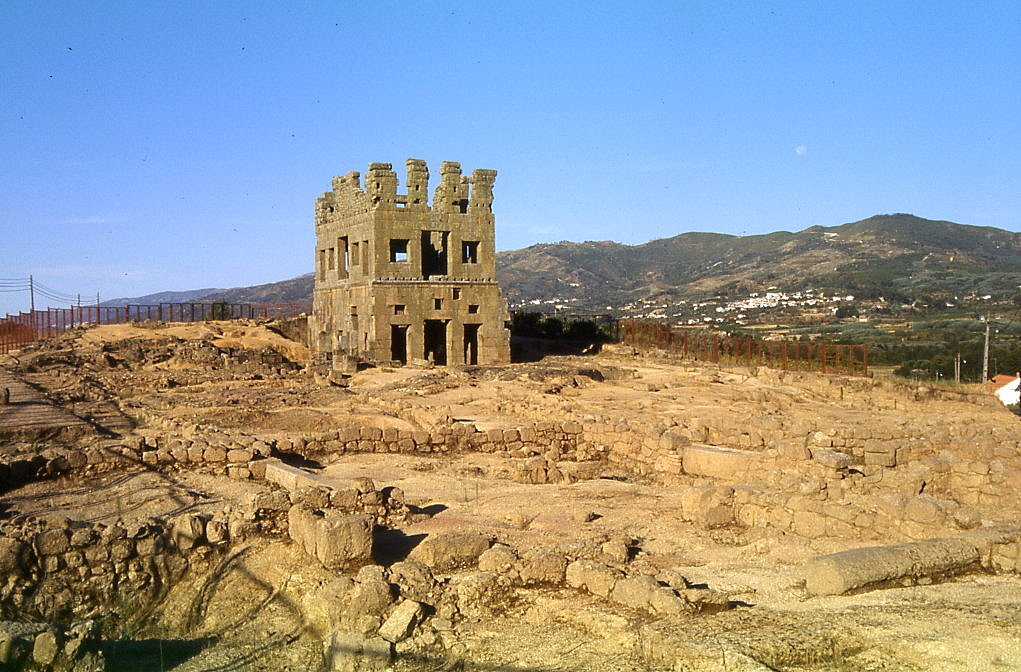
Vista de la torre entre las ruinas de edificaciones anejas.

Tiene planta rectangular y casi 12 metros de altura, en los que existieron 3 plantas diferenciadas por sendos frisos. Actualmente no posee cubierta. Tiene múltiples huecos de distinto tamaño.

## Historia
De acuerdo con los testimonios arqueológicos, dicha villa perteneció a Lúcio Cecílio (en latín, LVCIVS CÆCILIVS), un ciudadano romano que comerciaba con estaño a mediados del siglo I. A mediados del siglo III un incendio destruyó la villa, que fue reconstruida después.
Es posible que durante la Edad Media la torre cobrara importancia militar, debido a su posición cercana a la frontera entre los reinos de Portugal y León. En esta época se levantó entre sus restos una capilla dedicada a San Cornelio, cuyas ruinas desaparecieron por completo en el siglo XVIII.
En 1188 el lugar, nombrado Centuncelli, recibió fuero de Sancho I de Portugal. El historiador decimonónico Pinho Leal escribió que la torre fue reconstruida como atalaya entre los siglos XIII y XIV, mientras se permitía que las construcciones anejas se arruinasen.